# Pandanus rostratus
Pandanus rostratus är en enhjärtbladig växtart som beskrevs av Ugolino Martelli. Pandanus rostratus ingår i släktet Pandanus och familjen Pandanaceae. Inga underarter finns listade.